# Янчук, Николай Михайлович
Николай Михайлович Янчук (укр. Микола Михайлович Янчук; 15 февраля 1938 год, село Выгнанка — 6 мая 2008 год, село Хоптинцы, Городокский район, Хмельницкая область) — колхозник, механизатор колхоза «Искра» Городокского района Хмельницкой области. Герой Социалистического Труда (1973). Депутат Верховного Совета УССР 10 — 11 созывов.

## Биография
Родился 15 февраля 1938 в крестьянской семье в селе Выгнанка (сегодня — Городокский район Хмельницкой области). Учился в восьмилетней школе в селе Липыбоки и средней школе в селе Соломянка. Служил в Советской армии.
С 1955 года — тракторист, механизатор колхоза «Искра» села Выгнанка Городокского района.
С 1964 года — звеньевой механизированного звена по выращиванию сахарной свеклы колхоза «Искра» села Выгнанка Городокского района Хмельницкой области.
В 1968 году вступил в КПСС. В 1973 году был удостоен звания Героя Социалистического Труда за выдающиеся трудовые успехи. Избирался депутатом Верховного Совета УССР 10 — 11 созывов от Городокского избирательного округа.
С 1979 по 1982 году учился без отрыва от производства в Новоушицком сельскохозяйственном техникуме Хмельницкой области.
После выхода на пенсию проживал в селе Хоптинцы, где скончался в 2008 году.

## Награды
- Герой Социалистического Труда — указом Президиума Верховного Совета СССР от 8 декабря 1973 года
- Орден Ленина